# Hollenstedt
Hollenstedt település Németországban, azon belül Alsó-Szászország tartományban. Lakosainak száma 3819 fő (2023. december 31.). Hollenstedt Moisburg, Appel, Wenzendorf, Kakenstorf, Dohren, Heidenau, Regesbostel és Oldendorf községekkel határos.

## Népesség
A település népességének változása:
| Lakosok száma | 3159 | 3677 | 3725 | 3806 | 3807 | 3824 | 3819 |
|               | 2010 | 2016 | 2017 | 2019 | 2021 | 2022 | 2023 |